# Schizonycha spiniventris
Schizonycha spiniventris är en skalbaggsart som beskrevs av Moser 1914. Schizonycha spiniventris ingår i släktet Schizonycha och familjen Melolonthidae. Inga underarter finns listade i Catalogue of Life.